# GO!GO!!GRULLA
『GO!GO!!GRULLA』（ゴーゴーグルージャ）とは、2005年から2011年10月25日まで岩手めんこいテレビで放送されていたグルージャ盛岡の応援番組である。

## 番組概要
当時東北リーグに所属していたグルージャ盛岡の試合結果や選手情報などを放送していた。番組は毎年リーグ戦が開幕する春に放送を開始し、リーグ戦が終了する冬に放送を終了するという形式を採っていた。
2009年からは、番組ナレーターを選手が担当していた。
2011年10月25日をもって最終回となり、6年の歴史に幕を下ろした。岩手めんこいテレビでのグルージャ応援番組は、2020年に「グルージャTV」が始まるまで9年待たなければならなかった。

## 放送日時
- 2005年
- 2006年
- 2007年
- 2008年5月7日 - 11月26日 毎週水曜 18:55 - 19:00
- 2009年4月8日 - 10月28日 毎週水曜 18:55 - 19:00
- 2010年4月14日 - 10月27日 毎週水曜 18:55 - 19:00
- 2011年5月17日 - 10月25日 毎週火曜 17:49 - 17:54

## 歴代番組ナレーター
- 2009年 中田洋介
- 2010年 加藤浩史
- 2011年 松田賢太